# Gynaikeion

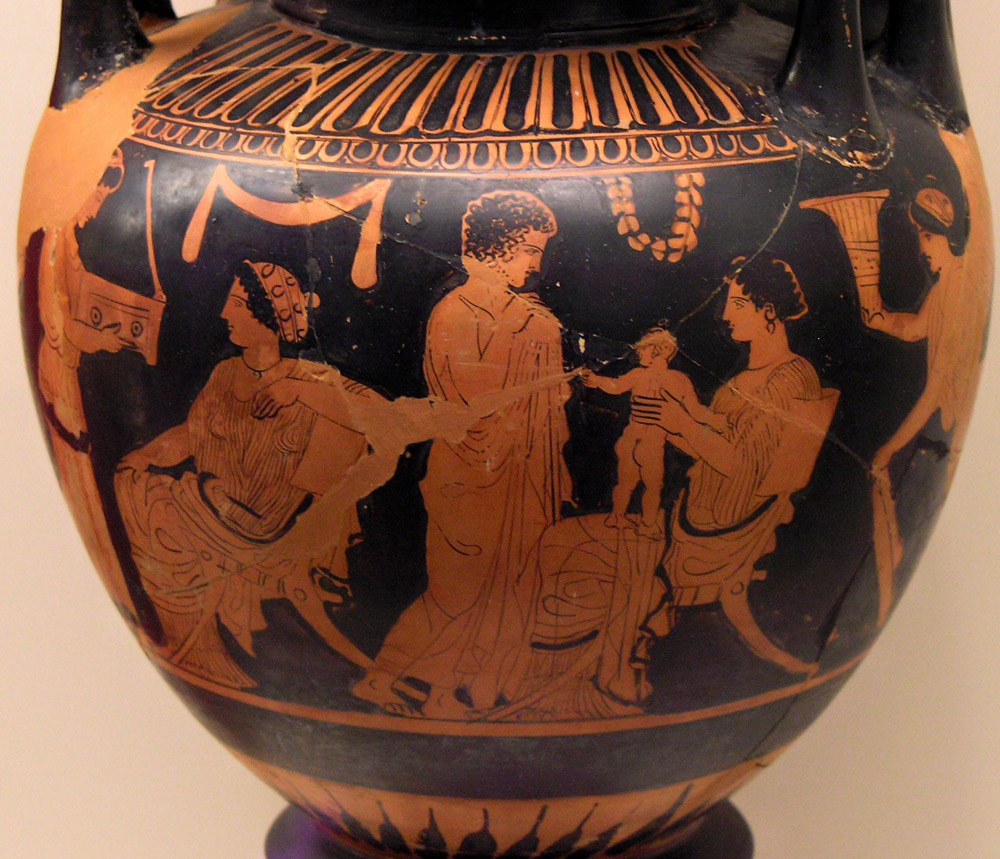
Familiescène in een gynaikeion geschilderd op een lebes gamikos (ca. 430 v.Chr.).

Het gynaikeion (Oudgrieks: γυναικεῖον, γυναικωνῖτις, Latijn: gynaeceum) was het gedeelte van het oud-Griekse huis, dat meer bijzonder door de vrouwen werd bewoond, en waar vreemde mannen niet werden toegelaten.
Het lag gewoonlijk in het achterste gedeelte van het huis of op een bovenverdieping. In het eerste geval lagen de verschillende vertrekken, evenals in het mannenverblijf (andron), rondom een aúlē (αὐλή).

## Referentie
- art. Gynaecēum, in J.G. Schlimmer - Z.C. De Boer, Woordenboek der Grieksche en Romeinsche Oudheid, Haarlem, 19203, p. 295.